# نواه رينجر
نوح آندرو رينجر (بالإنجليزية: Noah Ringer)‏ (18 نوفمبر 1996) هو ممثل أمريكي وهو صاحب مهنة فنون قتالية. لقد قام بدور آنج في الفيلم ذا لاست إيربندر، كما لعب دور إيميت في الفيلم الذي أنتج في سنة 2011.

## حياة ومسيرة
لقد ولد نوح في دالاس الواقعة في تكساس. كان طفلا ناميا خجولا. عندما كان في عمر العاشرة أدرجت أمه اسمه وسجلته في جمعية التكويندو للفنون القتالية الواقع في كارولتون الواقعة في تكساس، وذلك كان أحد أفرع الجمعية. كان في البداية لا يحب الذهاب إلى هناك والتدرب، ولكنه مع الوقت أصبح يحب ذلك. لقد أظهر في البداية بشائر أمل وبعدها بوقت أصبح متنافسا في بطولة. في شهر 12 من سنة 2008 , حصل نوح على الدان الأول في الرياضة.
نوح حرص على أن يكون حالقا (بلا شعر), وزملاؤه من الطلاب أطلقوا عليه لقب (آفاتار) بعد أدائه دور آنج في المسلسل التليفزيوني وهو رسوم متحركة اسمه (آفاتار: أسطورة أنج). معلم التايكوندو الخاص بنوح (المعلم إيريك فيتشاكيد) بدأ برؤية المسلسل ولاحظ التشابه بين نوح والشخصية آنج، في مظهرهما ووشخصيتاهما. لقد قدم ذلك الدور لنوح الذي أصبح وبشكل مباشر محبوبا في الشاشة.
في شهر 6 من سنة 2008 تلقى ذلك المدرب رسالة على البريد الإلكتروني من الجمعية التيكويندو الأمريكية تقول له أن يبعث أي طلاب مهتمين لإخضاعهم لاختبارات لأداء الدور آنج في الفيلم ذا لاست إيربيندر، لقد حث المدرب نوح على المحاولة للقيام بذلك الدور، وهو ووالداه وافقوا على ذلك. في فيديو التصفيات لبس نوح ثياب آنج (الشخصية), مستخدما زي الهالووين خاصته الذي لبسه في عيد الهالووين في السنة السابقة لذلك، لقد أدى على وتيرة جانج بونغ وقرأ 3 أسطر. نوح الذي لم يسبق له أن مثل من قبل شجع لكي يكون نفسه، بعد شهر من إرسال فيديو استدعي نوح إلى فيلادلفيا ليقابل المخرج إم. نايت شيامالان. بعد شهر من ذلك لقد اختير نوح لأداء ذلك الدور. لقد كان لدى نوح شهر واحد للتحضير لذلك الفيلم. لقد تدرب مكثفا مع المخرجة ليندا سيتو في أستوديو دالاس للممثلين الصغار، ذلك المكان لا زال يحضر في صفوفه حتى الآن. وبعدها بدأ التمرين على أنواع متعددة من الفنون القتالية، التي أكملها خلال تصوير الفيلم.

## الفنون القتالية
أول بطولة شارك فيها نوح في جمعية التايكوندو الأمريكية كانت بطولة العالم في أركنساس. لقد أحرز المركز الأول في كل فئة تنافس فيها. بعد أن رأى الدرجة القصوى في الفنون القتالية في تلك البطولة قرر أن يحترف في «الفنون القتالية القصوى» وهي رياضة تجمع بين الفنون القتالية والبهلوان والجمباز. التي تطلبت تصميم رقصته وقد اختار بنفسه الحركات والموسيقى. لقد أصبح ماهرا في استخدام تشكيلة متنوعة من الأسلحة الشرقية ومنها «عصا بو» السلاح الياباني، وذلك السلاح استخدمه في أداء شخصية آنج. خلال أول سنتين في جمعية التيكوندو الأمريكية، اشترك نوح في 25 بطولة، حاصدا من تلك البطولات 100 ميدالية و 80 ميدالية من تلك الميداليات كانت ذهبية. لقد حصل على جائزة «متنافس العالم» لمنطقة تكساس في شهر 2 من سنة 2008 . لقد فاز نوح في 2008-2009 بألقاب بطولات الولاية (تكساس) في 5 فئات: الطرق التقليدية، الأسلحة التقليدية، الملاكمة، نماذج الدرجة القصوى، وأسلحة الدرجة القصوى.
لأجل فيلم ذا لاست إيربيندر تعلم نوح فنون الوشو والباجوازانج وتاي تشي شوان. هذه الرياضات تعتبر لطيفة مقارنة بالتيكوندو والتي هي نوع صعب وقاسي من الرياضة. لقد استمر نوح في التدريب في الجمعية الأمريكية للتيكوندو. في شهر 10 من سنة 2010 لقد حصل على حزام الثاني دان في تلك الرياضة وأصبح يدرب الطلاب القادمين للتدريب كفي الجمعية جزء من برنامج القيادة، لقد أخذ دروس الجمباز وأيضا بدأ في تعلم الكونغ فو والكايليفو.

## الحياة الشخصية
نوح الذي يعيش في دالاس مع أبواه وهو أيضا لا يذهب إلى مدرسة عادية فهو مدرسة بيتية. غالبا كان لا يشاهد بث تلفاز، ولكن كان لديه أقراص دي في دي تحتوي عروضه ومسلسلاته المفضلة مثل: عرض كوسبي وآفاتار: أسطورة أنج. وأيضا كان لديه أفلامه المفضلة على تلك الأقراص مثل: تذكر الجبابرة (2000), أعظم لعبة لعبت والبعد الآخر. الممثل المفضل لدى نوح هو دنزل واشنطن. إنه يهتم بالحيوانات فهو لديه كلبان وفأران أليفان.
بجانب التمثيل والفنون القتالية، كان لديه أيضا الكثير من الاهتمامات. لقد أحب الرياضة، مثل الجولف، التنس، تنس الطاولة، كرة السلة والتزلج على الثلج. كان يستمتع بالقراءة، وعمل وتحرير وتعديل الفيديوهات، وممارسة ألعاب الخفة (السحر). نوح كان يشارك في مختلف الأحداث المحلية والأعمال الخيرية. إنه لديه صفحته الخاصة على فيس بوك، والتي ينشر فيها الكثير.